# Тоні Робер-Флорі
Тоні Робер-Флорі (фр. Tony Robert-Fleury; 1 вересня 1837, Париж — 8 грудня 1911, Париж) — французький художник, педагог, викладач Академії Жуліана.

## Біографія
Тоні Робер-Флорі навчався у свого батька художника Жозе Ніколя Робера-Флорі (1797-1890), потім у Леона Коньє та Поля Деляроша у Школі образотворчого мистецтва.
Першою картиною, яку виставив у Салоні в 1866 році, була Різанина у Варшаві (1861). Наступного року Люксембурзький музей в нього викупив кілька картин на сюжети Тита Лівія, в тому числі й Останній день Коринфу. В 1880 році він розмальовує стелю Люксембурзького палацу.
Тоні Робер-Флорі починає успішно співпрацювати з Бугро в Академії Жуліана, де отримує посаду викладача.
В 1907 році нагороджений орденом Почесного легіону.
В 1907 році обраний на посаду Президента Фонду Тейлора, яку обіймав до кінця життя.
Уславився своїми історичними композиціями, портретами та жанровими сценами.

## Відомі учні
- Марія Башкирцева
- Анна Білінська

## Галерея

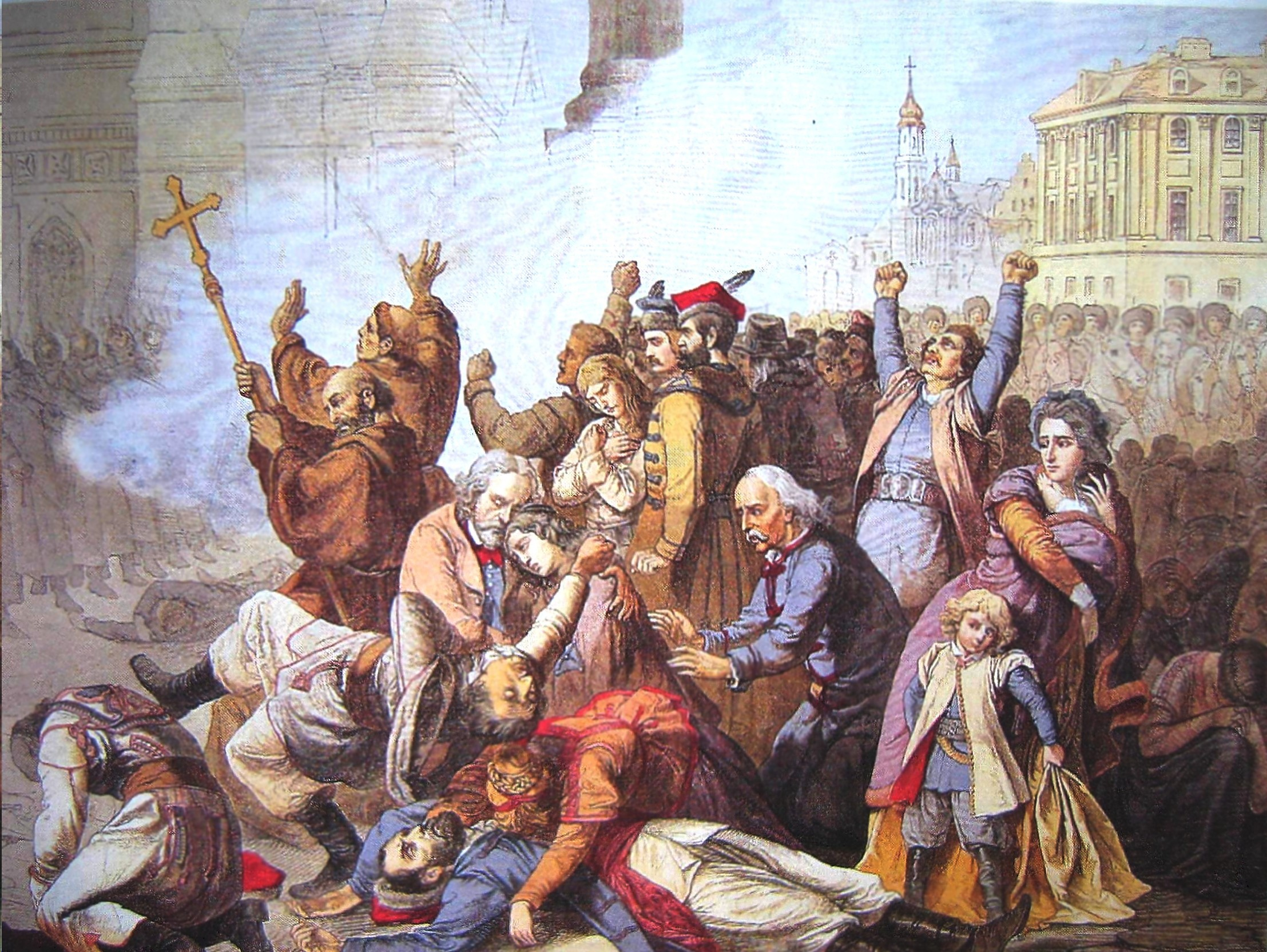
Різанина у Варшаві(1861).
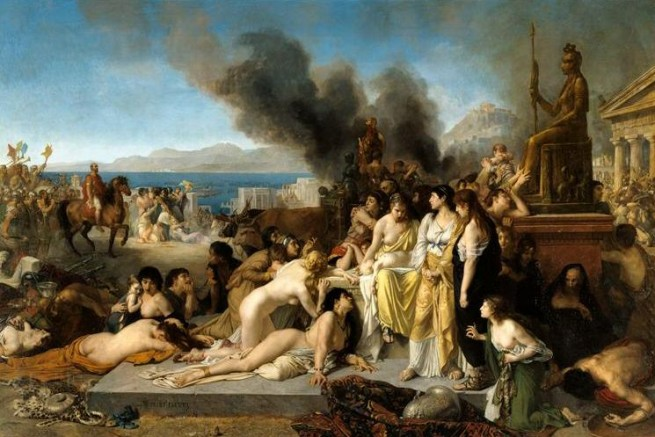
Останній день Коринфу.
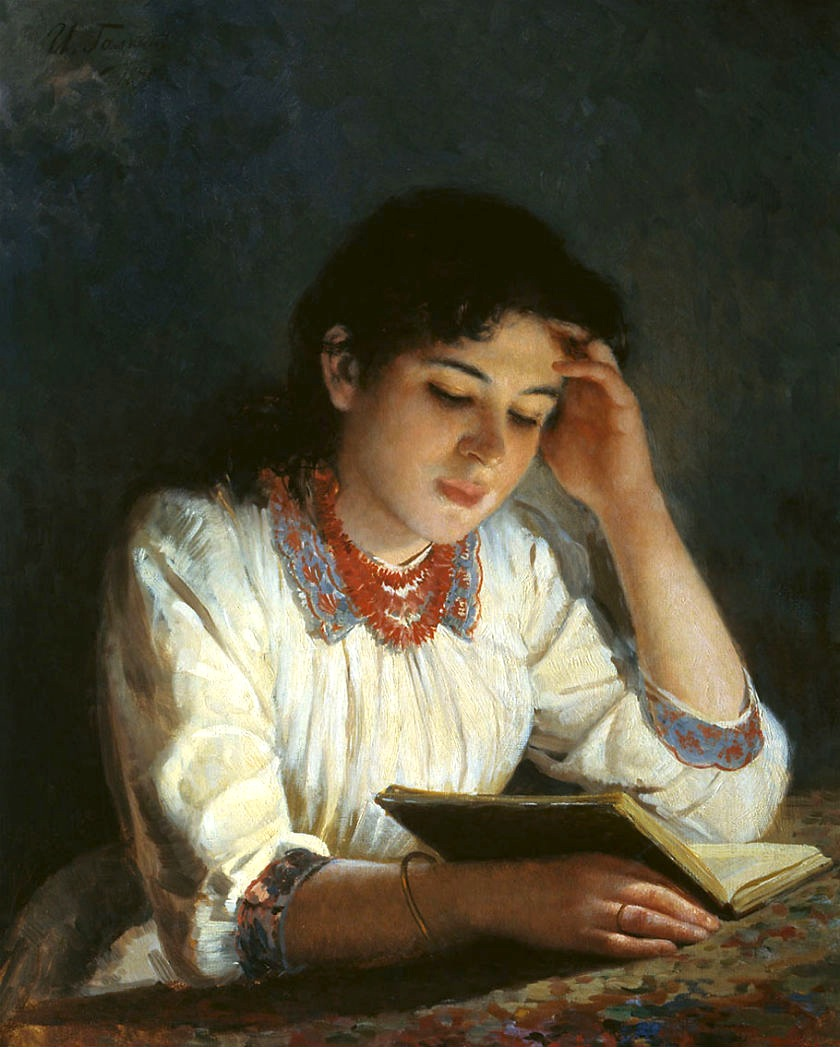
Дівчина.